# Świerkocin (Lubusz)
Pour les articles homonymes, voir Świerkocin.
Świerkocin (prononciation : [ɕfjɛrˈkɔt͡ɕin]) est un village polonais de la gmina de Witnica dans le powiat de Gorzów de la voïvodie de Lubusz dans l'ouest de la Pologne.
Il se situe à environ 8 kilomètres à l'est de Witnica (siège de la gmina) et 20 kilomètres au sud-ouest de Gorzów Wielkopolski (siège du powiat).
Le village compte approximativement une population de 300 habitants.

## Histoire
Avant 1945, ce village était sur le territoire allemand. (voir Évolution territoriale de la Pologne)
De 1975 à 1998, le village appartenait administrativement à la voïvodie de Gorzów.

Depuis 1999, il appartient administrativement à la voïvodie de Lubusz.